# Melanotus villosus
Melanotus villosus är en skalbaggsart som först beskrevs av Geoffroy 1785.  Melanotus villosus ingår i släktet Melanotus, och familjen knäppare. Arten är reproducerande i Sverige.